# 幼さを入院させて
『幼さを入院させて』（おさなさをにゅういんさせて）は、神聖かまってちゃんの7枚目のフルアルバム。2017年9月6日にワーナーミュージック・ジャパンから発売された。ライブ映像を収録したDVDが付いた初回限定盤も同日に発売された。

## 解説

### 特典
早期予約特典として『レッツゴー武道館っ！』の新録音源を収録したCDが購入時に配布された。また、iTunes Storeでアルバム単位で購入すると、ボーナストラックとして『バイトなんかでへこたれないぞっ』の新録音源が付く。

## 収録曲
| 全作詞・作曲: の子、全編曲: 神聖かまってちゃん。 |                                                                                                |       |            |      |
| #                                                | タイトル                                                                                       | 作詞  | 作曲・編曲 | 時間 |
| 1.                                               | 「夕暮れの鳥」                                                                                 | の子  | の子       | 5:03 |
| 2.                                               | 「イマドキの子」(2017年8月4日に先行配信リリースされていた。)                                   | の子  | の子       | 4:42 |
| 3.                                               | 「陸上部の夏」(2017年8月4日に先行配信リリースされていた。)                                     | の子  | の子       | 4:19 |
| 4.                                               | 「ねこねこレスキュー隊」                                                                       | の子  | の子       | 3:55 |
| 5.                                               | 「非国民的アイドル」                                                                           | の子  | の子       | 5:00 |
| 6.                                               | 「まいちゃん全部ゆめ」                                                                         | の子  | の子       | 6:59 |
| 7.                                               | 「雲が流れる」                                                                                 | の子  | の子       | 4:39 |
| 8.                                               | 「緑の長靴」                                                                                   | の子  | の子       | 4:20 |
| 9.                                               | 「僕はぬいぐるみ」                                                                             | の子  | の子       | 3:19 |
| 10.                                              | 「おはよう」                                                                                   | の子  | の子       | 4:34 |
| 11.                                              | 「光の言葉」                                                                                   | の子  | の子       | 5:46 |
| 12.                                              | 「日々カルチャア」                                                                             | の子  | の子       | 3:42 |
| 13.                                              | 「不安定ねこくらげ」                                                                           | の子  | の子       | 3:36 |
| 14.                                              | 「バイトなんかでへこたれないぞっ」(iTunes Storeのアルバム購入限定で収録されている。新録音源。) | の子  | の子       |      |
| 合計時間:                                        | 合計時間:                                                                                      | 59:54 |            |      |

| #   | タイトル | 作詞 | 作曲・編曲 |
| --- | --- | ---- | ---------- |
| 1.  | 「ドキュメント」(【ボーナス映像】)                                                                               |      |            |
| 2.  | 「たんぽぽ」(「めちゃ×2魔法を叶えてっ!」ツアーファイナル at EX THEATER ROPPONGI 2017.1.29)                       |      |            |
| 3.  | 「自分らしく」(「めちゃ×2魔法を叶えてっ!」ツアーファイナル at EX THEATER ROPPONGI 2017.1.29)                     |      |            |
| 4.  | 「新宿駅」(「めちゃ×2魔法を叶えてっ!」ツアーファイナル at EX THEATER ROPPONGI 2017.1.29)                         |      |            |
| 5.  | 「天文学的なその数から」(「めちゃ×2魔法を叶えてっ!」ツアーファイナル at EX THEATER ROPPONGI 2017.1.29)           |      |            |
| 6.  | 「肉魔法」(「めちゃ×2魔法を叶えてっ!」ツアーファイナル at EX THEATER ROPPONGI 2017.1.29)                         |      |            |
| 7.  | 「ゆーれいみマン」(「めちゃ×2魔法を叶えてっ!」ツアーファイナル at EX THEATER ROPPONGI 2017.1.29)                 |      |            |
| 8.  | 「グロい花」(「めちゃ×2魔法を叶えてっ!」ツアーファイナル at EX THEATER ROPPONGI 2017.1.29)                       |      |            |
| 9.  | 「緑の長靴」(「めちゃ×2魔法を叶えてっ!」ツアーファイナル at EX THEATER ROPPONGI 2017.1.29)                       |      |            |
| 10. | 「ねこラジ」(「めちゃ×2魔法を叶えてっ!」ツアーファイナル at EX THEATER ROPPONGI 2017.1.29)                       |      |            |
| 11. | 「男はロマンだぜ!たけだ君っ」(「めちゃ×2魔法を叶えてっ!」ツアーファイナル at EX THEATER ROPPONGI 2017.1.29)      |      |            |
| 12. | 「ロックンロールは鳴り止まないっ」(「めちゃ×2魔法を叶えてっ!」ツアーファイナル at EX THEATER ROPPONGI 2017.1.29) |      |            |
| 13. | 「背伸び」(「めちゃ×2魔法を叶えてっ!」ツアーファイナル at EX THEATER ROPPONGI 2017.1.29)                         |      |            |
| 14. | 「ちりとり」(「めちゃ×2魔法を叶えてっ!」ツアーファイナル at EX THEATER ROPPONGI 2017.1.29)                       |      |            |
| 15. | 「ズッ友」(「めちゃ×2魔法を叶えてっ!」ツアーファイナル at EX THEATER ROPPONGI 2017.1.29)                         |      |            |
| 16. | 「drugs,ねー子」(「めちゃ×2魔法を叶えてっ!」ツアーファイナル at EX THEATER ROPPONGI 2017.1.29)                   |      |            |
| 17. | 「コンクリートの向こう側へ」(「めちゃ×2魔法を叶えてっ!」ツアーファイナル at EX THEATER ROPPONGI 2017.1.29)       |      |            |
| 18. | 「まいちゃん全部ゆめ」(～Encore～「めちゃ×2魔法を叶えてっ!」ツアーファイナル at EX THEATER ROPPONGI 2017.1.29)   |      |            |
| 19. | 「躁鬱電池メンタル」(～Encore～「めちゃ×2魔法を叶えてっ!」ツアーファイナル at EX THEATER ROPPONGI 2017.1.29)     |      |            |
| 20. | 「フロントメモリー」(～Encore～「めちゃ×2魔法を叶えてっ!」ツアーファイナル at EX THEATER ROPPONGI 2017.1.29)     |      |            |
| 21. | 「リッケンバンカー」(～Encore 2～「めちゃ×2魔法を叶えてっ!」ツアーファイナル at EX THEATER ROPPONGI 2017.1.29)   |      |            |
| 22. | 「光の言葉」(「進撃のかまってちゃん駆逐ツアー」 at 東京キネマ倶楽部 2017.7.2【ボーナス映像】)                    |      |            |
| 23. | 「夕暮れの鳥」(「進撃のかまってちゃん駆逐ツアー」 at 東京キネマ倶楽部 2017.7.2【ボーナス映像】)                  |      |            |
| 24. | 「23才の夏休み」(「進撃のかまってちゃん駆逐ツアー」 at 東京キネマ倶楽部 2017.7.2【ボーナス映像】)                |      |            |